# Macromitrium herzogii
Macromitrium herzogii är en bladmossart som beskrevs av Brotherus in Herzog 1916. Macromitrium herzogii ingår i släktet Macromitrium och familjen Orthotrichaceae. Inga underarter finns listade i Catalogue of Life.